# Бенас Шаткус
Бенас Шаткус (лит. Benas Šatkus, нар. 1 квітня 2001, Клайпеда) — литовський футболіст, захисник клубу «Банга» (Гаргждай) та національної збірної Литви.
Виступав також за клуби «Нюрнберг» II та «Оснабрюк».
Володар Кубка Литви.

## Клубна кар'єра
Народився 1 квітня 2001 року в місті Клайпеда. Вихованець юнацьких команд футбольних клубів «Банга» (Гаргждай) та «Нюрнберг».
У дорослому футболі дебютував 2021 року виступами за команду «Нюрнберг» II, в якій провів один сезон, взявши участь у 18 матчах чемпіонату. 
Своєю грою за цю команду привернув увагу представників тренерського штабу клубу «Оснабрюк», до складу якого приєднався 2022 року. Відіграв за оснабрюцький клуб наступний сезон своєї ігрової кар'єри.
До складу клубу «Банга» (Гаргждай) приєднався 2023 року. Станом на 2 червня 2025 року відіграв за клуб з Гаргждая 30 матчів в національному чемпіонаті.

## Виступи за збірні
У 2016 році дебютував у складі юнацької збірної Литви (U-17), загалом на юнацькому рівні взяв участь у 8 іграх.
Протягом 2019–2021 років залучався до складу молодіжної збірної Литви. На молодіжному рівні зіграв у 6 офіційних матчах.
У 2019 році дебютував в офіційних матчах у складі національної збірної Литви.
| Дата       | Місто             | Господарі         | Результат | Гості             | Турнір                               | Голи | Примітки |
| ---------- | ----------------- | ----------------- | --------- | ----------------- | ------------------------------------ | ---- | -------- |
| 17-11-2019 | Вільнюс           | Литва             | 1 – 0     | Нова Зеландія     | товариський матч                     | -    | 90+1'    |
| 2-9-2021   | Вільнюс           | Литва             | 1 – 4     | Північна Ірландія | Відбір до ЧС 2022                    | -    |          |
| 5-9-2021   | Софія (місто)     | Болгарія          | 1 – 0     | Литва             | Відбір до ЧС 2022                    | -    |          |
| 8-9-2021   | Реджо-нель-Емілія | Італія            | 5 – 0     | Литва             | Відбір до ЧС 2022                    | -    | 45'      |
| 9-10-2021  | Вільнюс           | Литва             | 3 – 1     | Болгарія          | Відбір до ЧС 2022                    | -    |          |
| 12-10-2021 | Вільнюс           | Литва             | 0 – 4     | Швейцарія         | Відбір до ЧС 2022                    | -    |          |
| 12-11-2021 | Белфаст           | Північна Ірландія | 1 – 0     | Литва             | Відбір до ЧС 2022                    | -    | [ 1 ]    |
| 15-11-2021 | Вільнюс           | Литва             | 1 – 1     | Кувейт            | товариський матч                     | -    |          |
| 25-3-2022  | Серравалле        | Сан-Марино        | 1 – 2     | Литва             | товариський матч                     | -    |          |
| 29-3-2022  | Дублін            | Ірландія          | 1 – 0     | Литва             | товариський матч                     | -    |          |
| 4-6-2022   | Вільнюс           | Литва             | 0 – 2     | Люксембург        | Ліга націй УЄФА 2022-2023 - 1-й етап | -    |          |
| 7-6-2022   | Вільнюс           | Литва             | 0 – 6     | Туреччина         | Ліга націй УЄФА 2022-2023 - 1-й етап | -    |          |
| 14-6-2022  | Ізмір             | Туреччина         | 2 – 0     | Литва             | Ліга націй УЄФА 2022-2023 - 1-й етап | -    | 78'      |
| 25-9-2022  | Люксембург        | Люксембург        | 1 – 0     | Литва             | Ліга націй УЄФА 2022-2023 - 1-й етап | -    |          |
| Усього     |                   | Матчів            | 14        |                   | Голів                                | 0    |          |

## Титули і досягнення
- Володар Кубка Литви (1):

«Банга» (Гаргждай): 2024